# Apples Never Fall
Apples Never Fall è una miniserie televisiva australo-statunitense ideata da Melanie Marnich, diretta da Chris Sweeney e Dawn Shadforth e basata sul romanzo Mai fidarsi delle apparenze di Liane Moriarty. Vede come protagonisti Annette Bening e Sam Neill ha debuttato il 14 marzo 2024 su Peacock.

## Trama
Due allenatori di tennis, Stan e Joy, vendono la loro scuola, la Delaneys Tennis Academy, e sono pronti per godersi la pensione. Quando Joy Delaney scompare improvvisamente, suo marito Stan è tra i possibili sospettati, poiché hanno avuto un alterco prima della sua scomparsa. I loro quattro figli cercano di scoprire di più sul passato della loro madre e il motivo del suo allontanamento.

## Puntate
| nº | Titolo originale | Titolo italiano | Pubblicazione USA | Pubblicazione Italia |
| -- | ---------------- | --------------- | ----------------- | -------------------- |
| 1  | The Delaneys     | I Delaney       | 14 marzo 2024     | 3 ottobre 2024       |
| 2  | Logan            | Logan           | 14 marzo 2024     | 3 ottobre 2024       |
| 3  | Amy              | Amy             | 14 marzo 2024     | 10 ottobre 2024      |
| 4  | Brooke           | Brooke          | 14 marzo 2024     | 10 ottobre 2024      |
| 5  | Troy             | Troy            | 14 marzo 2024     | 17 ottobre 2024      |
| 6  | Stan             | Stan            | 14 marzo 2024     | 17 ottobre 2024      |
| 7  | Joy              | Joy             | 14 marzo 2024     | 17 ottobre 2024      |

## Personaggi e interpreti

### Principali
- Joy Delaney, interpretata da Annette Bening, doppiata da Anna Rita Pasanisi.
Ex tennista professionista e moglie di Stan.
- Stan Delaney, interpretato da Sam Neill, doppiato da Stefano De Sando.
Ex istruttore di tennis originario del Queensland e marito di Joy.
- Troy Delaney, interpretato da Jake Lacy, doppiato da Emanuele Ruzza.
Secondogenito di Joy e Stan laureato a Stanford che lavora come venture capitalist.
- Logan Delaney, interpretato da Conor Merrigan Turner, doppiato da Manuel Meli.
Terzogenito di Joy e Stan che stava per diventare un tennista professionista ma ora gestisce un porto turistico.
- Brooke Delaney, interpretata da Essie Randles, doppiata da Alice Venditti.
Figlia minore di Joy e Stan che gestisce la propria attività di fisioterapia.
- Savannah Pagonis, interpretata da Georgia Flood, doppiata da Rossa Caputo.
Ragazza che si presenta alla porta di Joy e Stan in fuga da un'aggresione di violenza domestica.
- Elena Camacho, interpretata da Jeanine Serralles doppiata da Letizia Scifoni.
Detective che indaga sulla scomparsa di Joy.
- Ethan Remy, interpretato da Dylan Thuraisingham, doppiato da Edoardo Stoppacciaro.
Detective partner di Elena che l'aiuta sul caso di Joy.
- Amy Delaney, interpretata da Alison Brie, doppiata da Giulia Catania.
Primogenita di Joy e Stan e life coach spirituale.

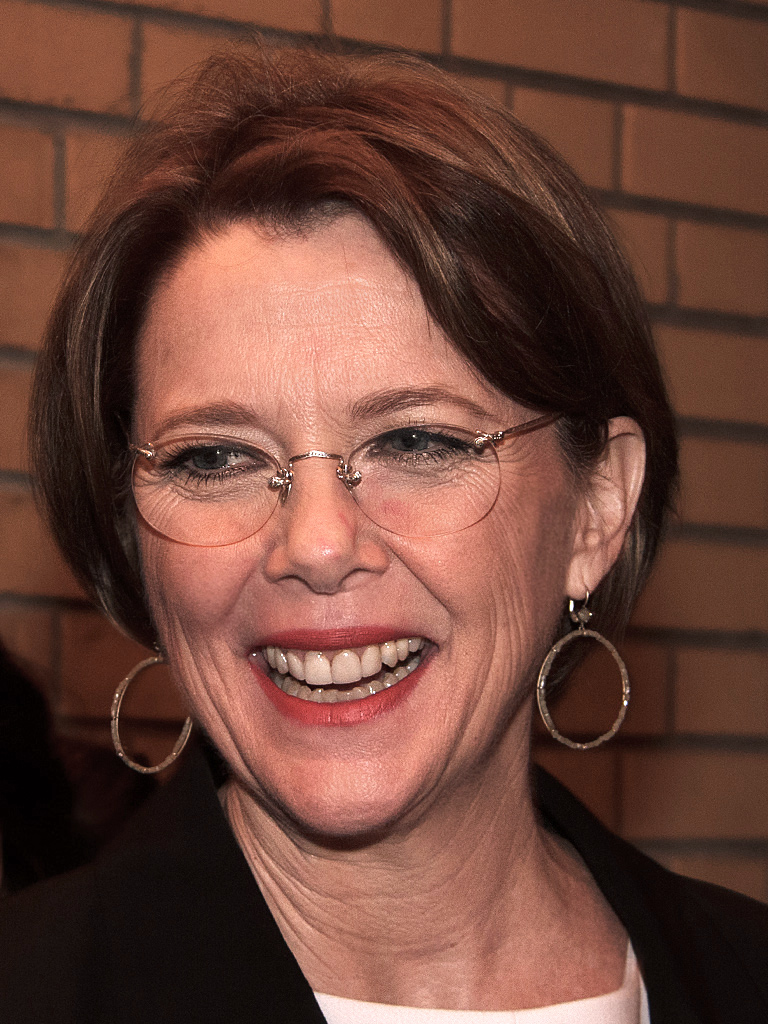
Annette Bening
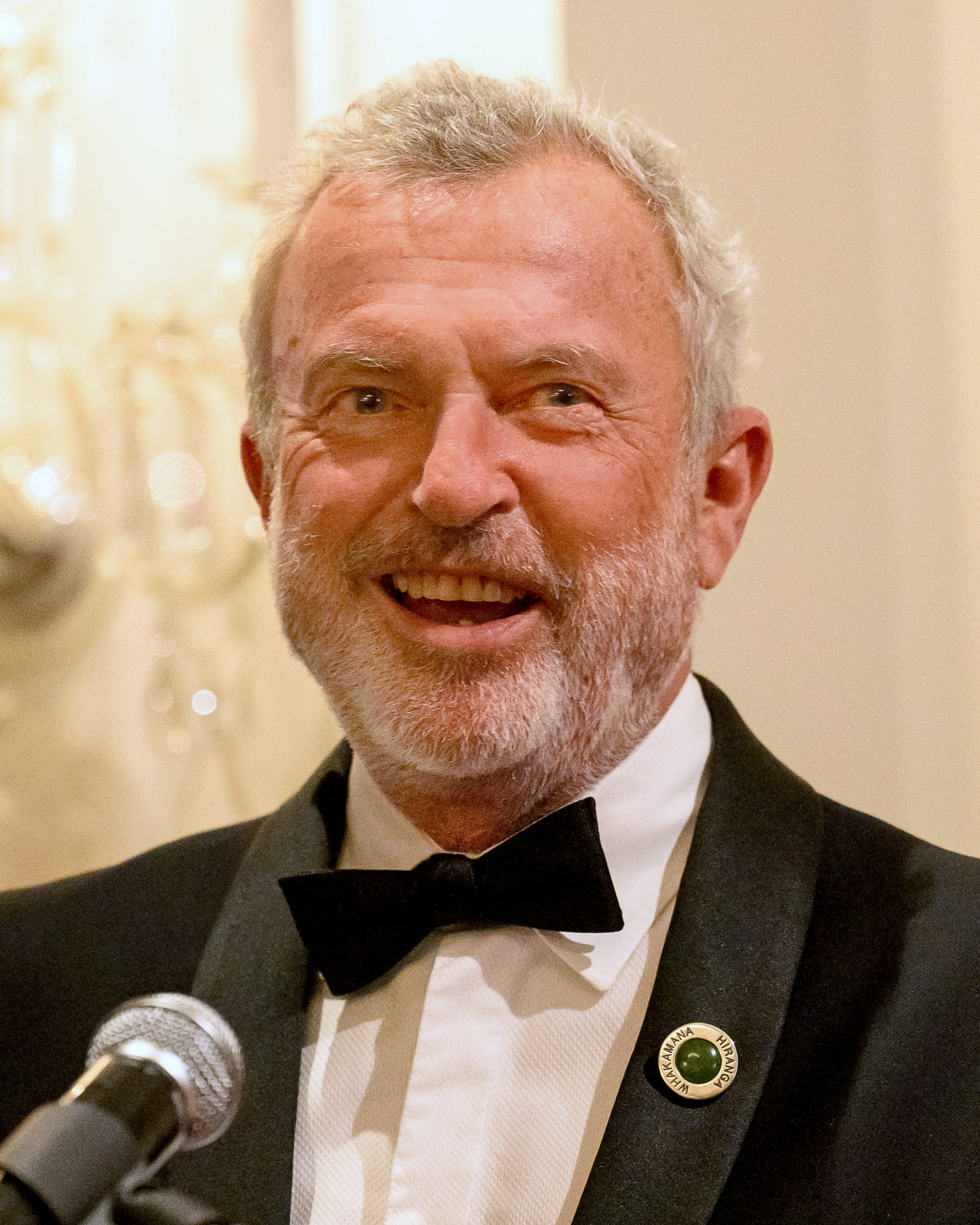
Sam Neill
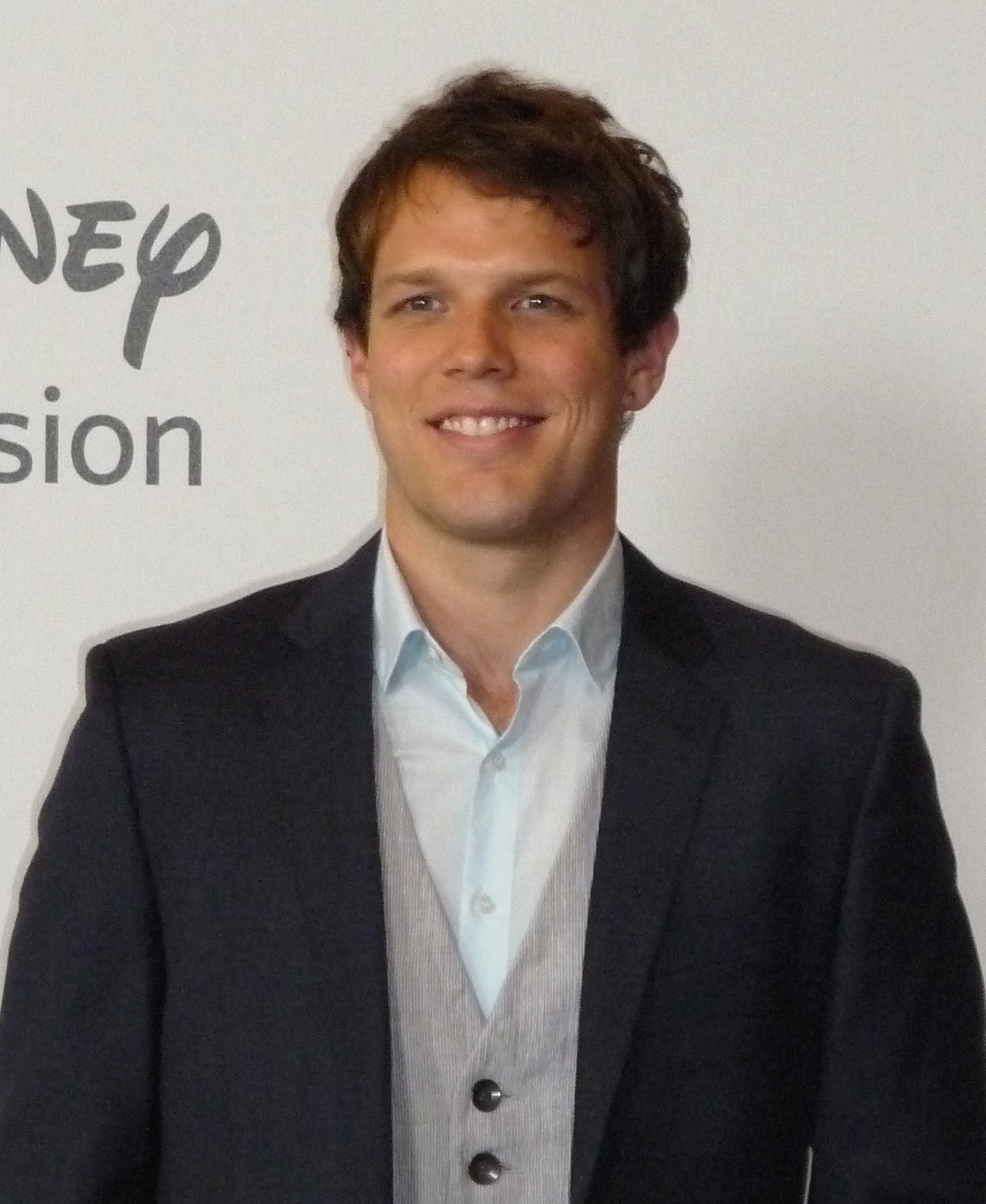
Jake Lacy
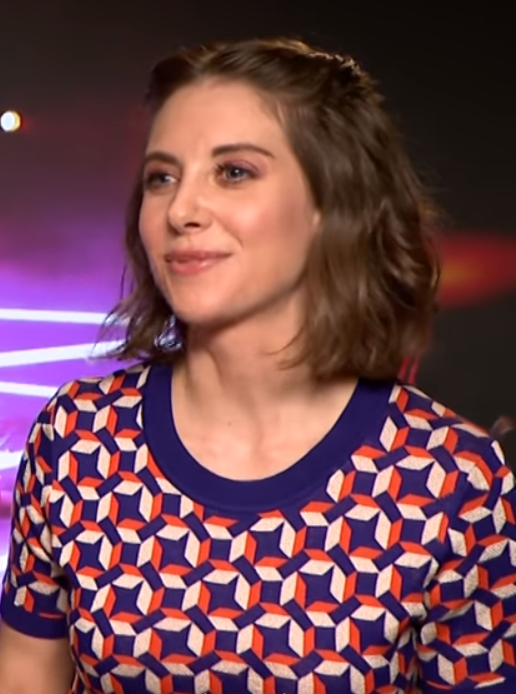
Alison Brie

### Ricorrenti
- Lucia Fortino, interpretata da Katrina Lenk, doppiata da Ilaria Latini.
Moglie di Monty che intrattiene una relazione segreta con Troy.
- Simon Barrington, interpretato da Nate Mann, doppiato da Fabrizio De Flaviis.
Proprietario della casa in cui vive Amy e suo coinquilino.
- Caro Azinovic, interpretata da Ana Maria Belo, doppiata da Rossella Acerbo.
Vicina di casa dei Delaney e amica di Joy.
- Harry Haddad, interpretato da Giles Matthey, doppiato da Flavio Aquilone.
Campione di tennis che Stan allenava in passato.
- Gina Solis, interpretata da Paula Andrea Placido, doppiata da Guendalina Ward.
Fidanzata di Brooke e proprietaria di un ristorante.
- Indira Chaundry, interpretata da Pooja Shah, doppiata da Erica Necci.
Fidanzata di Logan che si trasferisce a Seattle.
- Claire Delaney, interpretata da Madeleine Jones, doppiata da Sara Ferranti.
Ex moglie di Troy.
- Monty Fortino, interpretato da Timm Sharp, doppiato da Stefano Crescentini.
Capo di Troy e marito di Lucia.

## Produzione
Nel marzo 2021 David Heyman ha ottenuto i diritti del romanzo per adattarlo in una miniserie televisiva. Nel febbraio 2022 la piattaforma di streaming Peacock ha annunciato l'avvio della produzione. Nel febbraio 2023 Annette Bening, Sam Neill, Alison Brie e Jake Lacy sono stati annunciati come protagonisti. Nel mese seguente Georgia Flood, Conor Merrigan Turner, Essie Randles, Jeanine Serralles e Dylan Thuraisingham completano il cast principale. Katrina Lenk, Timm Sharp e Nate Mann sono stati assunti in ruoli ricorrenti nel giugno 2023.
Le riprese sono iniziate nel Queensland e a Londra nel marzo 2023. Nel luglio seguente sono state sospese a causa dello sciopero della SAG-AFTRA.

## Distribuzione
Negli Stati Uniti è stata resa disponibile dalla piattaforma di streaming Peacock il 14 marzo 2024. In Italia è stata pubblicata su TIMvision dal 3 al 17 ottobre 2024.

### Edizione italiana
La direzione del doppiaggio è a cura di Giuppy Izzo e di Fabrizio De Flaviis, su dialoghi di Fiamma Izzo e Silvia Bossi, per conto di Pumais Due.

## Accoglienza

### Critica
La miniserie ha ricevuto recensioni contrastanti dalla critica. Rotten Tomatoes riporta il 47% delle recensioni professionali positive, con un voto medio di 5,80 su 10 basato su 45 critiche. Il consenso critico del sito web indica: «C'è il seme di una grande serie in Apples Never Fall grazie al suo eccezionale cast e a un interessante motivo, ma quegli elementi promettenti non possono rifinire una storia ripetitiva.» Metacritic, invece, ha assegnato un punteggio di 54 su 100 basato su 26 recensioni, indicando "recensioni miste".